# Anelaphus albopilus
Anelaphus albopilus là một loài bọ cánh cứng trong họ Cerambycidae.